# Герб Мертоли
Ге́рб Ме́ртоли — офіційний символ містечка Мертола, Португалія. Використовується як територіальний герб. У чорному щиті лицар у срібному обладунку і плащі, який скаче праворуч на срібному коні із золотою гривою і хвостом. Правицею лицар здіймає срібний меч, а лівицею тримає срібний щит із червоним Яківським хрестом. У верхньому правому куті глави щита два срібні молоти в ряд. Щит увінчує срібна мурована містечкова корона з чотирма вежами.  Під щитом біла стрічка, на якій великими літерами напис португальською: «vila de Mértola» (містечко Мертола).  Офіційно затверджений 2 лютого 1987 року.  Герб уособлює Орден Сантьяго, що володів містечком у середньовіччі.

## Галерея

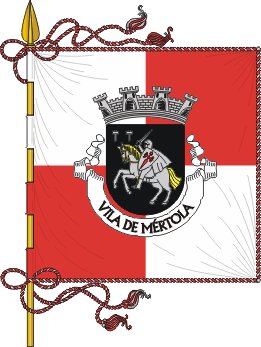
Прапор